# Colonne du Christ (Hildesheim)

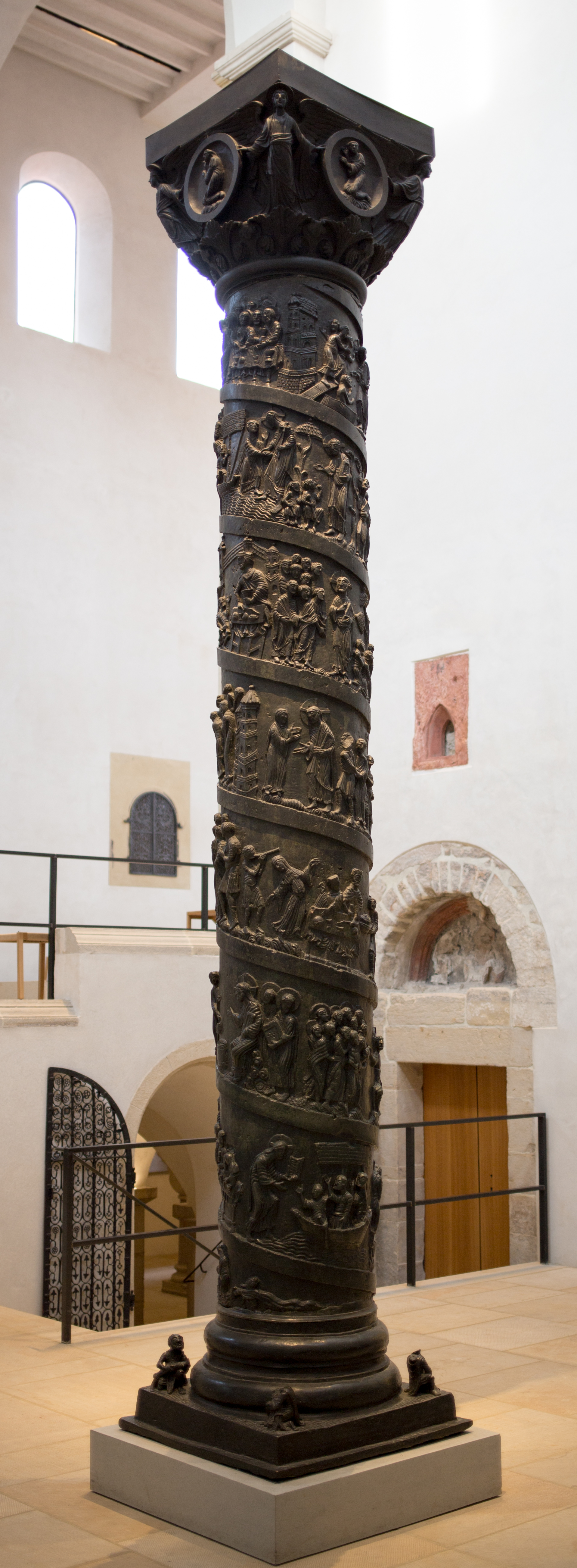
La colonne du Christ ou colonne de Bernward dans la cathédrale de Hildesheim.

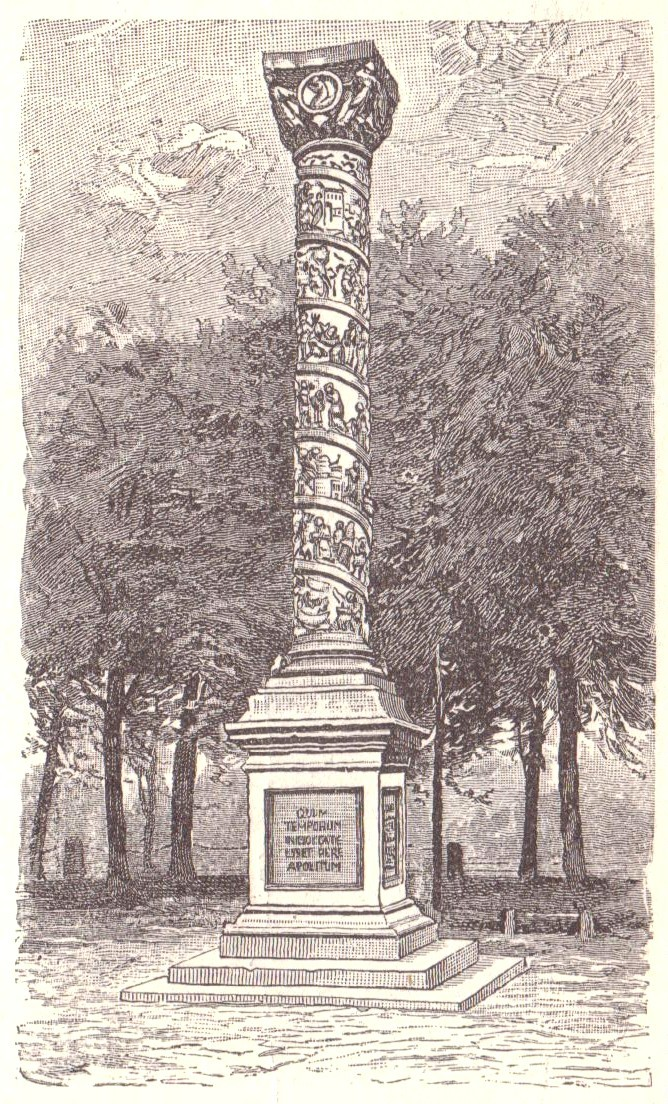
Colonne dans le jardin de la cathédrale (vers 1810-1893).

La colonne du Christ (en allemand : Christussäule), également connue sous le nom de colonne de Bernward (en allemand : Bernwardssäule) est une colonne de bronze ouvragée, réalisée vers 1020 pour l'église Saint-Michel de Hildesheim, en Allemagne.
La colonne, commandée par Bernward, treizième évêque de Hildesheim en 1020, est considérée comme un chef-d'œuvre de l'art ottonien,. Les reliefs représentent des images de la vie de Jésus, disposées en hélice, sur le modèle de la colonne Trajane : elle était à l'origine surmontée d'une croix ou d'un crucifix.
Au XIXe siècle, elle a été déplacée dans une cour, puis dans la cathédrale de Hildesheim. Lors de la restauration de la cathédrale de 2010 à 2014, elle a été ramenée à son emplacement d'origine à Saint-Michel, avant d'être replacée dans la cathédrale en août 2014.

## Description
La colonne du Christ, qui mesure 3,79 m de haut et 58 cm de diamètre, est une colonne triomphale que Bernward a fait couler en bronze en imitant consciemment la colonne de Trajan et la colonne de Marc Aurèle à Rome, qui illustrent dans le marbre les actes militaires de ces empereurs dans une frise en spirale ascendante : de même, la colonne de Bernward représente les actes pacifiques du Christ, commençant par son baptême au Jourdain et se terminant par son entrée triomphale à Jérusalem. La colonne était à l'origine couronnée d'une croix triomphale,,.
La colonne est remarquable par la vitalité du relief figuratif, inhabituelle pour l'époque ; elle complète les portes de Bernward qui elles représentent la Nativité, la Passion et la Résurrection de Jésus. Les deux œuvres, comme le reste du programme artistique et architectural de Bernward, reflètent sa volonté de placer son siège épiscopal dans la position d'une Rome du Nord, dans le contexte de l'Empire romain chrétien renouvelé par la dynastie ottonienne et aussi pour mettre l'accent sur le Christ en tant que modèle de royauté juste et pieuse pour les gouvernants. Pour cette raison, l'exécution de Jean-Baptiste par le roi faible et injuste Hérode Antipas bénéficie d'un grand espace sur la frise.

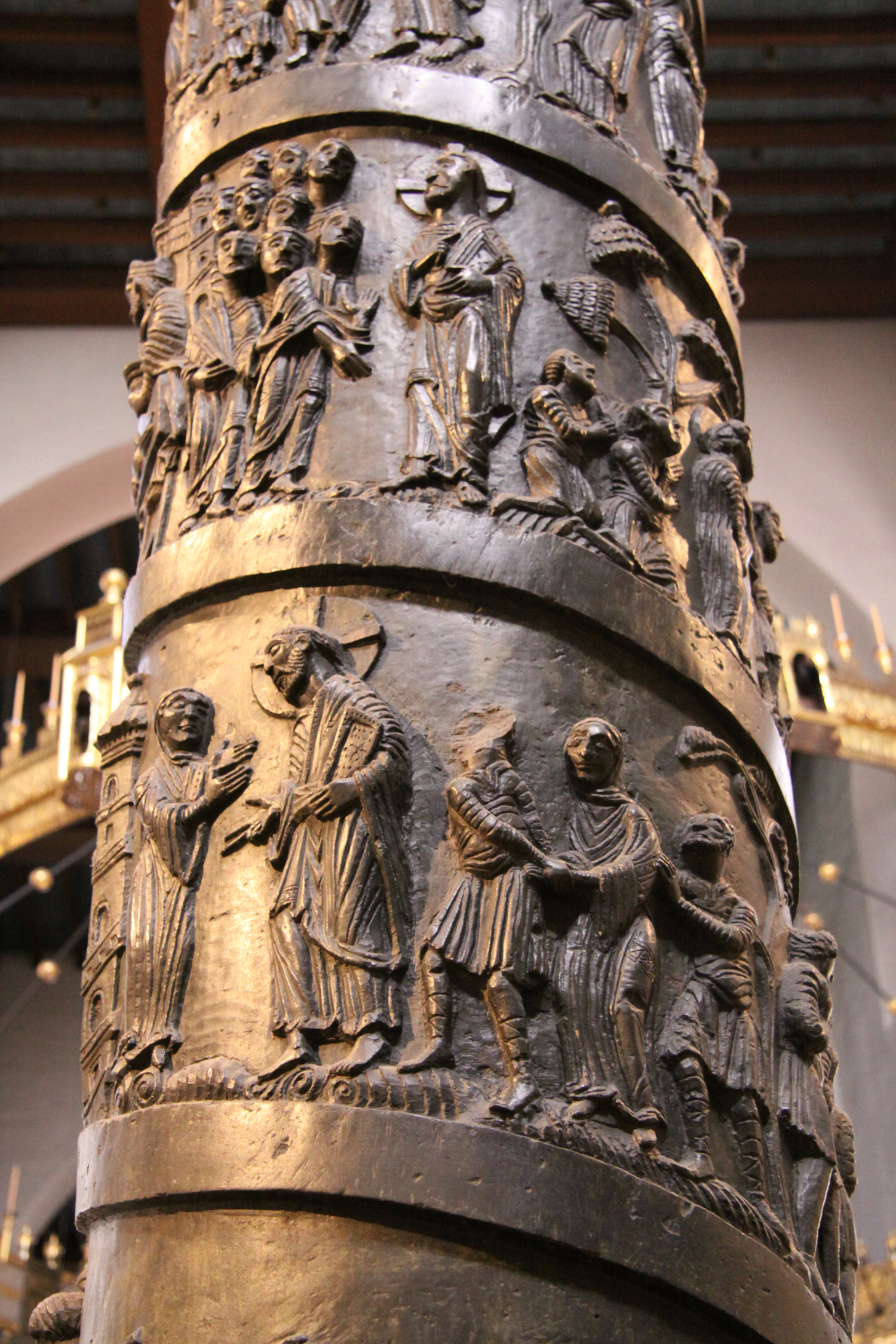
Les noces de Cana.
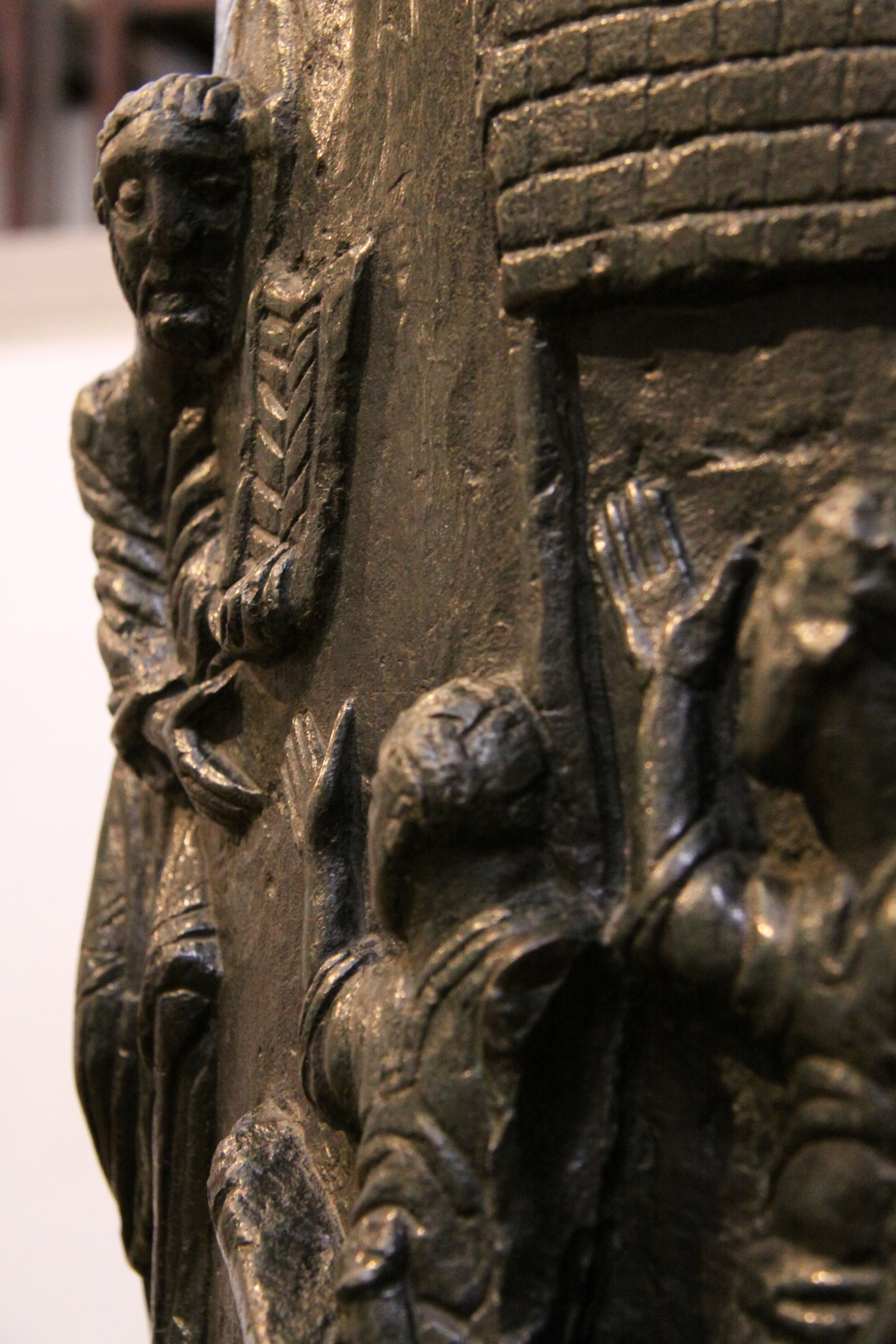
Appel des disciples Jacques et Jean.
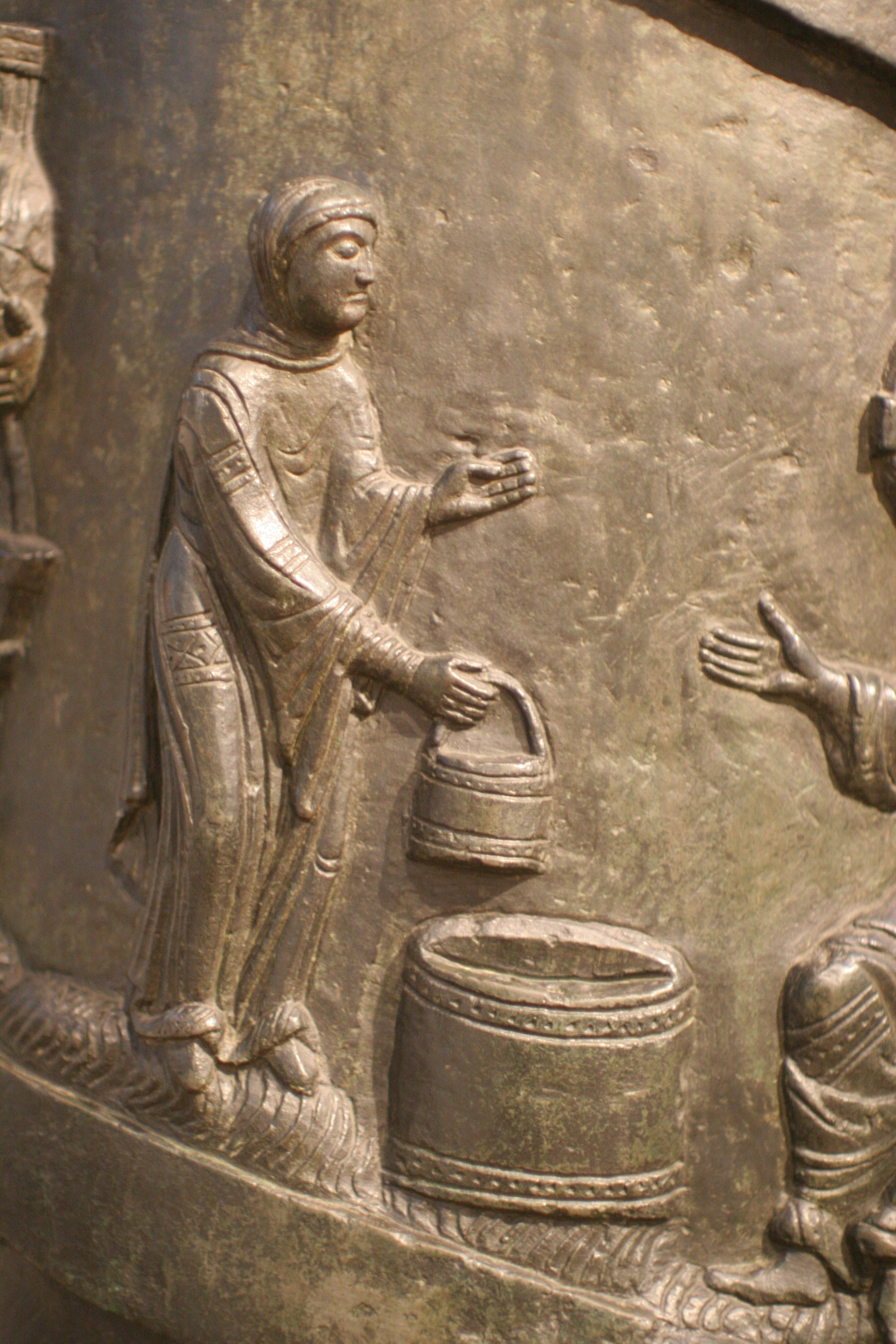
Jésus et la Samaritaine au puits.
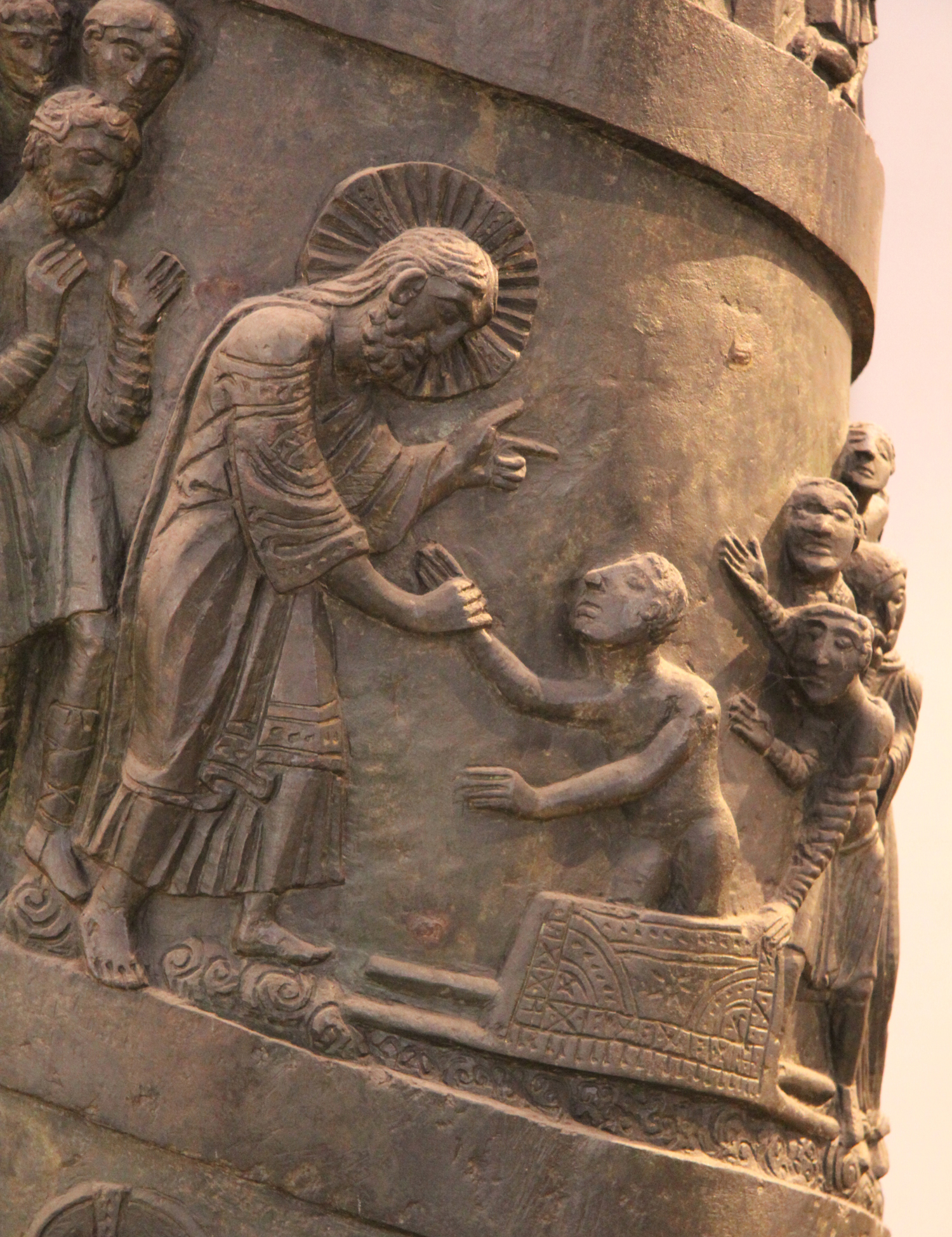
Résurrection du fils de la veuve de Naïn.

## Sources
1. ↑  Victor Heinrich Elbern, Hermann Enger, Hans Reuther, Der Hildesheimer Dom: Architektur, Ausstattung (Die Diözese Hildesheim in Vergangenheit und Gegenwart), Bernward Verlag, Hildesheim 1973 (German),  (ISBN 978-3-87065-054-4), p 57
2. ↑  « The Village Blacksmith. », The Age, Victoria, Australia, no 15333,‎ 30 avril 1904, p. 18 (lire en ligne, consulté le 28 décembre 2018), ... La cathédrale de Hildesheim contient de superbes travaux de son évêque Bernward, qui était un forgeron remarquable, à la fois en fer et en métaux précieux. Il mourut en 1022. Il fondit les portes de bronze, hautes de 16 pieds, pour sa cathédrale, en 1015. Elles sont inégalées en tant que spécimens de travail ancien du métal. Sur la place devant la cathédrale se dresse un pilier d'airain, également de son œuvre. Il mesure 14 pieds de haut et porte un relief en laiton de 28 représentations de la vie et de la passion de Notre-Seigneur, s'enroulant autour d'elle comme d'un rouleau, de la base vers le haut, à la manière des reliefs de la colonne de Trajan. Bernward l'a achevé juste avant sa mort...
3. ↑  « Bernward's Column (Christ's Column) » [archive du 2 avril 2015], Domsanierung (consulté le 30 avril 2014)
4. ↑  Bernwardsäule (Christussäule)
5. 1 2  Alfred Ehrhardt: The Bernward Column of Hildesheim. / Photography and film 1964
6. ↑  Medieval Treasures from Hildesheim Yale University Press, 2013